# Leucocrea nivea
Leucocrea nivea är en svampart som först beskrevs av Speg., och fick sitt nu gällande namn av Sacc. & P. Syd. ex Lindau 1902. Leucocrea nivea ingår i släktet Leucocrea och familjen Thyridiaceae.   Inga underarter finns listade i Catalogue of Life.